# Savièse
Savièse is een gemeente en plaats in het Zwitserse kanton Wallis, en maakt deel uit van het district Sion.
Savièse telt 7.149 inwoners.